# 싱기다주

싱기다 주의 위치

싱기다주(Singida)는 탄자니아 중부에 위치한 주로, 주도는 싱기다이며 인구는 1,090,758명(2002년 기준)이다. 북쪽으로는 시니앙가 주, 북동쪽으로는 마냐라 주, 동쪽으로는 도도마 주와 인접해 있으며 남동쪽으로는 이링가 주, 남서쪽으로는 므베야 주, 서쪽으로는 타보라 주와 인접해 있다.